# Lasiommata paramegaera
Lasiommata paramegaera là một loài bướm thuộc họ Nymphalidae. Nó là loài đặc hữu của Corse và Sardegna.
Sải cánh dài 36–40 mm. Con trưởng thành bay từ đầu tháng 4 đến tháng 10 làm 2 hoặc 3 đợt.
Ấu trùng ăn Brachypodium phoenicoides và Festuca ovina.